# Перифраз
Перифра́з, перифраза (від дав.-гр. περίφρασις — «описовий вираз, іносказання»: περί «навколо, біля», φράσις «вислів») — у стилістиці й поетиці троп, що описово виражає одне поняття за допомогою декількох.
Перифрази привернули до себе увагу ще в античні часи і стали об'єктом вивчення в античних теоріях стилю. Так, перифраз як неоднослівну метафору виокремив ще Арістотель у «Риториці». Серед засобів, які слугують для збільшення обсягу промови, він назвав також вживання «означення поняття замість імені, яке позначає поняття» (круг — пласка поверхня, обмежена колом), тобто виділив логічні перифрастичні найменування.
Перша згадка про перифраз у вітчизняній літературі знайдена в статті Георгія Хуровського «Про образи» вміщеній у «Ізборнику Святослава» (1073), у якій перифрастичні одиниці названо «округлословієм» (калька з грецької мови).
У XVIII ст. Митрофан Довгалевський у поетиці «Сад поетичний» визначив перифраз як таке явище: «коли те, що можна сказати одним або кількома словами, пояснюється багатьма. Як наприклад, про оратора (кажуть), що він — слухач Туллієвого красномовства, про Христа, що він — агнець божий. Перифраза інакше називається ще описом і широким словесним поясненням». На думку автора, у перифрастичному найменуванні «немає ніякого натяку на красу та високий стиль».

## Проблема термінологічного визначення явища перифраз
Явище перифраза має досить довгу історію. Однак природа і сутність цього явища досі не з'ясовані, а визначення перифраза не є чітким і однозначним. Полісемія терміна пов'язана з його широким використанням у різних сферах наукового знання (літературознавство, логіка, стилістика, риторика, соціолінгвістика, морфологія, музика), що дає змогу розглядати перифрази не лише в рамках лінгвістичного аналізу, тобто цей термін не має чіткої і єдиної предметної віднесеності.

Протягом довгого часу зміст поняття перифраз зазнавав значних змін. Початкове розуміння його як неоднослівної метафори чи опису поступово розширилося до явищз, що об'єднає в собі одиниці різного рівня(однослівні метафори і епітети, словосполучення й описові звороти, фразеологізми, речення й навіть більш складні структури). В «Енциклопедії української мови» подано кілька визначень перифраза:
"Перифраза, парафраза, парафраз (гр. описовий зворот, вислів):
1. У словотворенні — еквівалентне слову аналітичне висловлювання, що служить для встановлення семантики похідного слова: вихователь — той, що виховує; визволитель — той, що визволяє; гнобитель — той, що гнобить.
2. У стилістиці — слова, усталені словосполучення (зрідка -речення), що є образно-переносними, описовими найменуваннями предметів, явищ, істот, осіб тощо; один із видів тропів: «чорне золото» — вугілля, «корабель пустині» — верблюд, «Лесин край» — Волинь, «другий хліб» — картопля.
Спробу дати визначення перифраза у семантичному аспекті зробили автори «Словника лінгвістичних термінів»: «Перифраз — описовий зворот мови, збо стилістична фігура, троп, за допомогою якого передається зміст іншого слова чи виразу, шляхом підкреслення якоїсь особливості, якості, істотних у певному контексті чи ситуації».

## Сучасна інтерпретація терміна перифраз
У роботах мовознавців, присвячених дослідженню перифрастичних найменувань, подано визначення перифраза як «нарізнооформленого словесного блока із лексичним значенням…», «семантично неподільного словосполучення (рідше речення), що утворилося в процесі мови, щоб описово назвати предмети чи ознаки дії й одночасно вказати на їхні відмітні властивості»; «формально — семантичної одиниці мовлення, що має форму метафоризованого сполучення слів, яке, виділяючи одну чи кілька характерних рис предмета, ознаки, дії, служить засобом їх образно описової характеристики і виступає контекстуальним синонімом до слова, яке є основним їх наменуванням»; «мовного звороту, який вживається замість звичайної назви певного об'єкта і полягає в різних формах опису його істотних і характерних ознак»; «заміни прямого найменування предмета непрямим його означенням, поданим у формі описового словесного звороту, що вказує на предмет, виділяючи побічні ознаки» та ін.
Тож сучасна інтерпретація терміна перифраз(а) дуже широка. Ним номінують три принципово відмінні речі: прийом описового називання (кваліфікуючи цей прийом як троп або фігуру), засіб, за допомогою якого здійснюються цей процес, наслідок називання — складену мовну одиницю, що має лексичне значення. Дослідники наголошують на зв'язку перифрази з іншими тропами: «Бувши особливим видом тропа, суттєвими ознаками якого є описовість та інакомовлення, поєднані з конотативним компонентом, в основі якого лежить перенесення значення, перифраза може виникати на базі інших тропів: метафори („зелені погляди“ — молоді); метонімії („вусатий вождь“ — Сталін); синекдохи („коридори влади“ — уряд). Зазначені тропи в такому випадку використовуються як інструмент, як необхідна складова частини більш широкої стилістичної фігури — перифрази, яка, на відміну від них, завжди має однослівний еквівалент».
О. Галич висловлює думку, що перифраза — це «заміна прямого найменування предмета непрямим його означенням, цим у формі описового словесного зворота, що вказує на предмет, виділяючи його побічні ознаки». Є. Регужевський підкреслює, що більшість перифраз виникає на метафоричному ґрунті. Проте не слід плутати метафору із перифразом. Дослідник зазначає: «Метафори — це явище поетики художнього твору, а перифрази — специфічне явище лексико-фразеологічної системи мови».
Із думкою про виникнення перифразів на ґрунті метафоризації не погоджується О. Копусь. Дослідниця визначає семантичне ядро перифраза як тотожність і вважає, що вони утворюються внаслідок активного розумового процесу, який вона називає ідентифікацією.

## Класифікація перифразів
Класифікація перифраз зводиться, як правило, до виділення тематичних груп. Спроби семантичної, структурно-семантичної (граматичної) класифікації перифрастичних поєднань суперечливі і непослідовні.
Немає визначеності в кваліфікації типів системних відношень в сфері перифраз; вважаються найбільш поширеними відношення синонімії, щодо характеру яких також немає єдності поглядів.
При тому, що перифраза визнається однією з мовних універсалій, лінгвістична сутність перифрази малодосліджена, тому немає ясності ні в приналежності перифрастичних поєднань до певного мовного рівня, ні в приналежності перифрази як об'єкта дослідження до певної галузі мовознавства, що посилюється змішанням одиниць лексичного, фразеологічного, синтаксичного рівнів у понятті перифрастичного обороту. Все це зумовлює складнощі у класифікації перифрастичних найменувань.
A. Греймас і Ж. Курте поділяють перифрази на: субстантивні (пряма відповідність денотативній назві) та непрямі / частково конотативні (знімають свою неоднозначність шляхом референції до контексту).
Г. З. Розанова розмежовує стилістичний та логічний перифраз. Стилістичний троп має на меті виділення конкретної ознаки денотата і «обігрування» його описовим шляхом (метафоричний, метонімічний перифраз). Нестилістичний (логічний) перифраз — це максимально наближена до денотату пояснювальна трансформація. Г. П. Євсєєва диференціює перифрази за тематичним аспектом використання: історичних країн / осіб / міст, географічних понять, професій і видів діяльності, установ / організацій, абстрактних понять, політичних явищ, військової справи, медицини, релігії, культури і мистецтва, спорту, понять соціального зла, конкретних машин і механізмів, тварин / рослин, корисних копалин, хімічних речовин / мінералів.
Перифрази за формальною будовою можуть відповідати слову, словосполученню або реченню.
За способами творення: метафоричні та метонімічні. Критерієм поділу є використання одного або декількох слів, складових перифраза, в переносному значенні. Порівняйте такі сталі перифрази — «канцелярський щур» (чиновник) і «трудівник моря» (рибалка), — можна побачити, що лише перший з них належить до метафоричних, бо слово «щур» використовується в переносному значенні, а в другому прикладі — іменники використовуються у своїх основних значеннях.
За частотністю вживання перифрази поділяють на: індивідуально — авторські і загальномовні, що ввійшли до лексикону, такі, наприклад, як «слабка стать», «брати наші менші», «люди в білих халатах», «третій Рим». У ряді випадків можна простежити літературні коріння індивідуально — авторських перифразів.
За наявністю або відсутністю в тексті слова, що перифразовується поділяють на: залежні та самостійні. Так, в творчості О. Гончара можемо знайти такі перифрази: велике болото, що пояснюється основним словом «Каховське море»; білосніжне царство — Гімалаї; маленьке сузір'я людей в галактиці людства — планета Земля. Найчастіше залежний перифраз вимагає обов'язкового розкриття: заголовок статті «Український режисер відповів на критику на свою адресу» не дає розуміння, про кого саме йдеться — для цього потрібно розшифровка перифраза в тексті. Самостійні перифрази, які не мають подібних пояснень, вимагають від читача або слухача інтелектуальних зусиль і певного кругозору. Наприклад, використаний у вірші Г. Р. Державіна «Мой истукан» перифраз «мистецтво Праксителя» може бути правильно зрозумілий лише в тому випадку, якщо читач знає, що Праксітель був давньогрецьким скульптором, таким чином, автор має на увазі скульптуру, мистецтво ліплення.

## Використання перифразів
Перифрази в літературній мові служать засобом художньої виразності. Найбільш вживаними вони були в XVIII — початку XIX ст., Коли прості слова вважалися — непоетичними. Перифрази в «Щоденниках» О. Гончара виконують експресивну функцію, причому вони можуть містити як позитивну: «генії світла» — Платон, Гете, Бах, так і негативну експресію. «Кривавий сталінський гауляйтер», «кат» — Постишев; «жалюгідна патолоч» — редактори центральних газет.
У афективній мові (ораторська, розмовна) перифраз служить для посилення впливу висловлювання на адресата: «досить язиком молоти!» (говорити), «подивіться, що стверджують брехливі писаки» (журналісти).
Як у художньому, так і в діловому стилі перифрази дозволяють уникнути повторень. Наприклад, в тексті наукової рецензії: «Робота І. Іванова залишає гарне враження. Молодий учений зумів показати… Автор роботи стверджує…».
Оскільки перифраз, як правило, концентруються на якійсь одній ознаці, вони можуть виконувати аксіологічну функцію. Так, в журнальній статті (медійний стиль) про тварин слово лев може бути замінено нейтральним перифразом («представник сімейства котячих»), негативним («безжалісний африканський хижак») або позитивним («володар савани», «цар звірів», «величний звір»). Таким чином, перифрази можуть нести як меліоративну (позитивно — оцінну), так і пейоративну (негативно-оцінну) функції. Ця властивість перифразів активно застосовується в публіцистиці, суспільно — політичних промовах.
У офіційно-ділового мовлення перифрази можуть вживатися для того, щоб уникнути прямого найменування об'єкта, події або надати йому нейтральний характер: «поліція усунула заворушення», «за заявою вжито відповідних заходів».
Крім того, перифрази можуть виступати в ролі евфемізму: «виставити себе в найгіршому світлі» (зганьбитися), «обійтися допомогою носової хустинки» (висякатися) або ж дисфемізмів: «набити черево» (поїсти), «махати мордою» (відмовлятися).